# Liverpool Football Club Women 2023-2024
Questa voce raccoglie le informazioni riguardanti il Liverpool Football Club Women nelle competizioni ufficiali della stagione 2023-2024.

## Stagione
Il campionato di Women's Super League è stato concluso al quarto posto con 41 punti conquistati in 22 giornate, frutto di 12 vittorie, 5 pareggi e 5 sconfitte. Considerando anche questo risultato, che era andato oltre le iniziali aspettative, l'allenatore Matt Beard è stato nominato migliore allenatore della stagione di Women's Super League. Alla prima giornata di campionato, vinta dal Liverpool all'Emirates Stadium in casa dell'Arsenal, erano presenti 54 115 spettatori, che rappresentò il nuovo record di pubblico per una partita di Women's Super League. Anche per questa stagione i derby tra Liverpool ed Everton sono stati disputati negli stadi dove giocano le prime squadre maschili: il 15 ottobre 2023 la partita valida per la terza giornata di campionato è stata disputata ad Anfield davanti a 23 088 spettatori e ha visto la vittoria delle Toffees, mentre il 24 marzo 2024 il ritorno, valido per la diciassettesima giornata e conclusosi a reti inviolate, è stato disputato al Goodison Park davanti a un pubblico di 9 457 spettatori.
In Women's FA Cup la squadra, che era partita dal quarto turno, è arrivata fino ai quarti di finale, dove è stata sconfitta dal Leicester City in casa. In Women's FA League Cup la squadra non ha superato la fase a gruppi, avendo concluso in quarta posizione il gruppo B.

## Maglie e sponsor
Le tenute di gioco solo le stesse adottate dal Liverpool maschile: la divisa casalinga era stata annunciata il 18 maggio 2023, la seconda divisa il 30 giugno successivo, mentre la terza divisa venne resa pubblica il 17 agosto.
| Casa | Trasferta | Terza divisa |

## Rosa
Rosa e numeri di maglia come da sito societario.
| N. |                        | Ruolo | Calciatrice            |
| -- | ---------------------- | ----- | ---------------------- |
| 1  | Inghilterra (bandiera) | P     | Rachael Laws           |
| 2  | Finlandia (bandiera)   | D     | Emma Koivisto          |
| 4  | Inghilterra (bandiera) | D     | Grace Fisk             |
| 5  | Irlanda (bandiera)     | D     | Niamh Fahey (capitano) |
| 6  | Inghilterra (bandiera) | D     | Jasmine Matthews       |
| 7  | Inghilterra (bandiera) | C     | Missy Bo Kearns        |
| 8  | Giappone (bandiera)    | C     | Fūka Nagano            |
| 9  | Irlanda (bandiera)     | A     | Leanne Kiernan         |
| 10 | Norvegia (bandiera)    | A     | Sophie Roman Haug      |
| 11 | Inghilterra (bandiera) | A     | Melissa Lawley         |
| 12 | Inghilterra (bandiera) | D     | Taylor Hinds           |
| 13 | Inghilterra (bandiera) | D     | Mia Enderby            |
| 14 | Austria (bandiera)     | C     | Marie-Therese Höbinger |

| N. |                          | Ruolo | Calciatrice           |
| -- | ------------------------ | ----- | --------------------- |
| 15 | Danimarca (bandiera)     | C     | Sofie Lundgaard       |
| 16 | Nuova Zelanda (bandiera) | P     | Teagan Micah          |
| 17 | Scozia (bandiera)        | D     | Jenna Clark           |
| 18 | Galles (bandiera)        | C     | Ceri Holland          |
| 19 | Paesi Bassi (bandiera)   | A     | Shanice van de Sanden |
| 20 | Belgio (bandiera)        | A     | Yana Daniëls          |
| 23 | Inghilterra (bandiera)   | D     | Gemma Bonner          |
| 26 | Inghilterra (bandiera)   | A     | Natasha Flint         |
| 32 | Inghilterra (bandiera)   | D     | Lucy Parry            |
| 35 | Inghilterra (bandiera)   | C     | Miri Taylor           |
| 36 | Inghilterra (bandiera)   | A     | Zara Shaw             |
| 57 | Inghilterra (bandiera)   | A     | Mia Leath             |

## Calciomercato

### Sessione estiva
| Acquisti | Acquisti               | Acquisti        | Acquisti      |
| R.       | Nome                   | da              | Modalità      |
| -------- | ---------------------- | --------------- | ------------- |
| P        | Charlotte Clarke       | West Bromwich   | fine prestito |
| P        | Teagan Micah           | Rosengård       | [ 13 ]        |
| D        | Jenna Clark            | Glasgow City    | [ 14 ]        |
| D        | Grace Fisk             | West Ham        | [ 15 ]        |
| D        | Lucy Parry             | Hibernian       | fine prestito |
| C        | Marie-Therese Höbinger | Zurigo          | [ 16 ]        |
| A        | Mia Enderby            | Sheffield Utd   | [ 17 ]        |
| A        | Natasha Flint          | Leicester City  | [ 18 ]        |
| A        | Sophie Roman Haug      | Roma            | [ 19 ]        |
| A        | Ashley Hodson          | Birmingham City | fine prestito |

| Cessioni | Cessioni         | Cessioni           | Cessioni      |
| R.       | Nome             | a                  | Modalità      |
| -------- | ---------------- | ------------------ | ------------- |
| P        | Charlotte Clarke | Wellington Phoenix | [ 20 ]        |
| P        | Eartha Cumings   | Rosengård          | [ 21 ]        |
| P        | Rylee Foster     | Birmingham City    | [ 22 ]        |
| P        | Faye Kirby       | Aberdeen           | prestito      |
| D        | Megan Campbell   | Everton            | [ 20 ]        |
| D        | Leighanne Robe   | Al-Ittihād         | [ 20 ]        |
| D        | Hannah Silcock   | Blackburn Rovers   | prestito      |
| C        | Carla Humphrey   | Charlton Athletic  | [ 20 ]        |
| C        | Rhiannon Roberts | Betis              | [ 20 ]        |
| A        | Natasha Dowie    | Reading            | fine prestito |
| A        | Ashley Hodson    | Sheffield Utd      | [ 20 ]        |
| A        | Kate Oakley      | Lewes              | [ 25 ]        |
| A        | Katie Stengel    | NJ/NY Gotham       | [ 26 ] [ 27 ] |

### Sessione invernale
| Acquisti | Acquisti | Acquisti | Acquisti |
| R.       | Nome     | da       | Modalità |
| -------- | -------- | -------- | -------- |

| Cessioni | Cessioni      | Cessioni    | Cessioni |
| R.       | Nome          | a           | Modalità |
| -------- | ------------- | ----------- | -------- |
| A        | Natasha Flint | Celtic      | prestito |
| A        | Miri Taylor   | Aston Villa | prestito |

## Risultati

### Women's Super League

#### Girone di andata
| Arbitro: | Heaslip |

|  |           |            |
|  | Marcatori | 48’ Taylor |

| Arbitro: | Burgin |

|                        |           |  |
| Höbinger 21’ Flint 77’ | Marcatori |  |

| Arbitro: | Byrne |

|  |           |              |
|  | Marcatori | 31’ Finnigan |

| Arbitro: | Hughes |

|            |           |              |
| Ueki 90+5’ | Marcatori | 52’ Höbinger |

| Arbitro: | Cross |

|                         |           |             |
| Lawley 48’ Höbinger 84’ | Marcatori | 57’ Goodwin |

| Arbitro: | Byrne |

|                    |           |          |
| Bizet Ildhusøy 27’ | Marcatori | 66’ Haug |

| Arbitro: | Dowle |

|                                                 |           |                   |
| James 11’, 56’, 64’ Beever-Jones 24’ Nüsken 78’ | Marcatori | 13’ (aut.) Carter |

| Arbitro: | Soneye |

|                                                     |           |  |
| Bonner 27’ van de Sanden 43’ Holland 63’ Haug 90+2’ | Marcatori |  |

| Arbitro: | Fullicks |

|          |           |              |
| Haug 57’ | Marcatori | 50’ Thestrup |

| Arbitro: | Impey |

|          |           |                             |
| Toone 3’ | Marcatori | 32’ (aut.) Turner 68’ Hinds |

| Arbitro: | Dowle |

|                                                         |           |           |
| Bonner 19’ (aut.) Shaw 32’, 45+7’, 56’ Kelly 78’ (rig.) | Marcatori | 15’ Hinds |

#### Girone di ritorno
| Arbitro: | Welch |

|  |           |                       |
|  | Marcatori | 60’ Miedema 69’ Foord |

| Arbitro: | Impey |

|                |           |                    |
| Höbinger 90+1’ | Marcatori | 71’ Bizet Ildhusøy |

| Arbitro: | Fearn |

|  |           |             |
|  | Marcatori | 53’ Holland |

| Arbitro: | Benn |

|                    |           |                                     |
| Mayling 37’ (rig.) | Marcatori | 19’ Fisk 29’ Haug 60’, 82’ Koivisto |

| Arbitro: | Heaslip |

|                                 |           |          |
| Kiernan 41’ Kearns 50’ Haug 73’ | Marcatori | 87’ Ueki |

| Liverpool 24 marzo 2024, ore 13:00 UTC+0 17ª giornata | Everton | 0 – 0 referto | Liverpool | Goodison Park (9 457 spett.)\| Arbitro: \| Dowle \| |
| Arbitro:                                              | Dowle   |               |           |                                                     |

| Arbitro: | Cross |

|                    |           |                                 |
| Keating 84’ (aut.) | Marcatori | 16’ Hemp 22’ Park 24’, 50’ Shaw |

| Arbitro: | Crpss |

|  |           |              |
|  | Marcatori | 13’ Höbinger |

| Arbitro: | Benn |

|                                                       |           |                                       |
| Haug 51’ Cuthbert 66’ (aut.) Kiernan 81’ Bonner 90+2’ | Marcatori | 9’, 80’ Beever-Jones 83’ (aut.) Micah |

| Arbitro: | Burgin |

|             |           |  |
| Clark 45+3’ | Marcatori |  |

| Arbitro: | Hatzidakis |

|  |           |                                 |
|  | Marcatori | 7’ Haug 66’, 83’, 90+4’ Kiernan |

### Women's FA Cup
| Arbitro: | Benn |

|  |           |            |
|  | Marcatori | 85’ Bonner |

| Arbitro: | Small |

|  |           |                    |
|  | Marcatori | 6’ Haug 67’ Lawley |

| Arbitro: | Burgin |

|  |           |                  |
|  | Marcatori | 15’, 63’ Rantala |

### Women's FA League Cup

#### Fase a gruppi
| Arbitro: | Benn |

|                     |           |             |
| Palmer 34’ Cain 50’ | Marcatori | 45+3’ Flint |

| Arbitro: | Simms |

|                                    |           |                                       |
| Bonner 45’ Flint 47’ Enderby 90+6’ | Marcatori | 33’ Angeldahl 48’ Park 69’, 81’ Kelly |

| Arbitro: | Burgin |

|  |           |            |
|  | Marcatori | 41’ Parris |

| Arbitro: | Burgin |

|              |           |                     |
| Duggan 90+9’ | Marcatori | 5’ Haug 56’ Daniëls |

## Statistiche

### Statistiche di squadra
| Competizione          | Punti | In casa | In casa | In casa | In casa | In casa | In casa | In trasferta | In trasferta | In trasferta | In trasferta | In trasferta | In trasferta | Totale | Totale | Totale | Totale | Totale | Totale | DR |
| Competizione          | Punti | G       | V       | N       | P       | Gf      | Gs      | G            | V            | N            | P            | Gf           | Gs           | G      | V      | N      | P      | Gf     | Gs     | DR |
| --------------------- | ----- | ------- | ------- | ------- | ------- | ------- | ------- | ------------ | ------------ | ------------ | ------------ | ------------ | ------------ | ------ | ------ | ------ | ------ | ------ | ------ | -- |
| Women's Super League  | 41    | 11      | 6       | 2       | 3       | 19      | 14      | 11           | 6            | 3            | 2            | 17           | 14           | 22     | 12     | 5      | 5      | 36     | 28     | +8 |
| Women's FA Cup        | -     | 1       | 0       | 0       | 1       | 0       | 2       | 2            | 2            | 0            | 0            | 3            | 0            | 3      | 2      | 0      | 1      | 3      | 2      | +1 |
| Women's FA League Cup | -     | 2       | 0       | 0       | 2       | 3       | 5       | 2            | 1            | 0            | 1            | 3            | 3            | 4      | 1      | 0      | 3      | 6      | 8      | -2 |
| Totale                | -     | 14      | 6       | 2       | 6       | 22      | 21      | 15           | 9            | 3            | 3            | 23           | 17           | 29     | 15     | 5      | 9      | 45     | 38     | +7 |

### Andamento in campionato
| Giornata  | 1 | 2 | 3 | 4 | 5 | 6 | 7 | 8 | 9 | 10 | 11 | 12 | 13 | 14 | 15 | 16 | 17 | 18 | 19 | 20 | 21 | 22 |
| --------- | - | - | - | - | - | - | - | - | - | -- | -- | -- | -- | -- | -- | -- | -- | -- | -- | -- | -- | -- |
| Luogo     | T | C | C | T | C | T | T | C | C | T  | T  | C  | C  | T  | T  | C  | T  | C  | T  | C  | C  | T  |
| Risultato | V | V | P | N | V | N | P | V | N | V  | P  | P  | N  | V  | V  | V  | N  | P  | V  | V  | V  | V  |
| Posizione | 6 | 2 | 5 | 6 | 4 | 5 | 6 | 5 | 5 | 5  | 5  | 5  | 5  | 5  | 5  | 5  | 4  | 5  | 5  | 5  | 4  | 4  |

Legenda:

Luogo: C = Casa; T = Trasferta. Risultato: V = Vittoria; N = Pareggio; P = Sconfitta.

### Statistiche delle giocatrici
| Giocatore        | Women's Super League | Women's Super League | Women's Super League | Women's Super League | Women's FA Cup | Women's FA Cup | Women's FA Cup | Women's FA Cup | Women's FA League Cup | Women's FA League Cup | Women's FA League Cup | Women's FA League Cup | Totale   | Totale | Totale      | Totale     |
| Giocatore        | Presenze             | Reti                 | Ammonizioni          | Espulsioni           | Presenze       | Reti           | Ammonizioni    | Espulsioni     | Presenze              | Reti                  | Ammonizioni           | Espulsioni            | Presenze | Reti   | Ammonizioni | Espulsioni |
| ---------------- | -------------------- | -------------------- | -------------------- | -------------------- | -------------- | -------------- | -------------- | -------------- | --------------------- | --------------------- | --------------------- | --------------------- | -------- | ------ | ----------- | ---------- |
| G. Bonner        | 20                   | 2                    | 7                    | 0                    | 1              | 1              | 0              | 0              | 3                     | 1                     | 0                     | 0                     | 24       | 4      | 7           | 0          |
| J. Clark         | 21                   | 1                    | 2                    | 0                    | 3              | 0              | 0              | 0              | 4                     | 0                     | 0                     | 0                     | 28       | 1      | 2           | 0          |
| Y. Daniëls       | 12                   | 0                    | 3                    | 0                    | 1              | 0              | 0              | 0              | 4                     | 1                     | 0                     | 0                     | 17       | 1      | 3           | 0          |
| M. Enderby       | 14                   | 0                    | 2                    | 0                    | 3              | 0              | 0              | 0              | 3                     | 1                     | 0                     | 0                     | 20       | 1      | 2           | 0          |
| N. Fahey         | 8                    | 0                    | 1                    | 0                    | 2              | 0              | 0              | 0              | 1                     | 0                     | 0                     | 0                     | 11       | 0      | 1           | 0          |
| G. Fisk          | 22                   | 1                    | 3                    | 0                    | 3              | 0              | 0              | 0              | 4                     | 0                     | 0                     | 0                     | 29       | 1      | 3           | 0          |
| N. Flint         | 6                    | 1                    | 0                    | 0                    | 1              | 0              | 0              | 0              | 3                     | 2                     | 0                     | 0                     | 10       | 3      | 0           | 0          |
| S. Haug          | 20                   | 7                    | 1                    | 0                    | 2              | 1              | 0              | 0              | 2                     | 1                     | 0                     | 0                     | 24       | 9      | 1           | 0          |
| T. Hinds         | 16                   | 2                    | 4                    | 0                    | 1              | 0              | 0              | 0              | 3                     | 0                     | 0                     | 0                     | 20       | 2      | 4           | 0          |
| M. Höbinger      | 22                   | 5                    | 0                    | 0                    | 3              | 0              | 0              | 0              | 4                     | 0                     | 0                     | 0                     | 29       | 5      | 0           | 0          |
| C. Holland       | 19                   | 2                    | 6                    | 1                    | 2              | 0              | 2              | 1              | 3                     | 0                     | 0                     | 0                     | 24       | 2      | 8           | 2          |
| M. Kearns        | 20                   | 1                    | 3                    | 0                    | 2              | 0              | 0              | 0              | 2                     | 0                     | 0                     | 0                     | 24       | 1      | 3           | 0          |
| L. Kiernan       | 14                   | 5                    | 0                    | 0                    | 2              | 0              | 0              | 0              | 3                     | 0                     | 0                     | 0                     | 19       | 5      | 0           | 0          |
| E. Koivisto      | 19                   | 2                    | 2                    | 0                    | 3              | 0              | 0              | 0              | 2                     | 0                     | 0                     | 0                     | 24       | 2      | 2           | 0          |
| M. Lawley        | 17                   | 1                    | 2                    | 0                    | 3              | 1              | 0              | 0              | 3                     | 0                     | 0                     | 0                     | 23       | 2      | 2           | 0          |
| R. Laws          | 15                   | -18                  | 0                    | 0                    | 2              | -2             | 0              | 0              | 2                     | -5                    | 0                     | 0                     | 19       | -25    | 0           | 0          |
| M. Leath         | 1                    | 0                    | 0                    | 0                    | -              | -              | -              | -              | -                     | -                     | -                     | -                     | 1        | 0      | 0           | 0          |
| S. Lundgaard     | 11                   | 0                    | 1                    | 0                    | 3              | 0              | 0              | 0              | 3                     | 0                     | 1                     | 0                     | 17       | 0      | 2           | 0          |
| J. Matthews      | 12                   | 0                    | 1                    | 0                    | 3              | 0              | 0              | 0              | 2                     | 0                     | 0                     | 0                     | 17       | 0      | 1           | 0          |
| T. Micah         | 7                    | -10                  | 1                    | 0                    | 1              | 0              | 0              | 0              | 2                     | -3                    | 0                     | 0                     | 10       | -13    | 1           | 0          |
| F. Nagano        | 21                   | 0                    | 1                    | 0                    | 2              | 0              | 0              | 0              | 2                     | 0                     | 0                     | 0                     | 25       | 0      | 1           | 0          |
| L. Parry         | 10                   | 0                    | 0                    | 0                    | 2              | 0              | 0              | 0              | 4                     | 0                     | 0                     | 0                     | 16       | 0      | 0           | 0          |
| Z. Shaw          | 1                    | 0                    | 0                    | 0                    | -              | -              | -              | -              | -                     | -                     | -                     | -                     | 1        | 0      | 0           | 0          |
| M. Taylor        | 3                    | 1                    | 0                    | 0                    | 0              | 0              | 0              | 0              | 3                     | 0                     | 2                     | 0                     | 6        | 1      | 2           | 0          |
| S. van de Sanden | 10                   | 1                    | 1                    | 0                    | 2              | 0              | 0              | 0              | 2                     | 0                     | 0                     | 0                     | 14       | 1      | 1           | 0          |